# ویدئو

استانداردهای ویدئوهای آنالوگ در جهان
ان‌تی‌اس‌سی
پال or switching to PAL
سکام
No information

ویدِئو (به فرانسوی: Vidéo) تکنولوژی الکترونیکی دریافت، ضبط، پردازش، ذخیره، انتقال و بازسازی تصاویر نامتحرک است که صحنه‌های متحرک را به نمایش درمی‌آورد. فناوری ویدئو ابتدا برای سامانه‌های تلویزیونی گسترش یافت ولی پس از آن برای فراهم آوردن امکانِ نگاشتِ به‌صرفه، در فرمت‌های گوناگون گسترش یافت. همچنین می‌توان ویدئو را از راهِ اینترنت به شکل فیلم از نمایشگر رایانه تماشا کرد.

## ریشه‌ واژه
واژه video در زبان لاتین، به معنی من می‌بینَم است.